# Xian de Daxin
Le xian de Daxin (chinois simplifié : 大新县 ; chinois traditionnel : 大新縣 ; pinyin : Dàxīn Xiàn ; Zhuang : Dindaengh Yen) est un district administratif de la région autonome Zhuang du Guangxi en Chine. Il est placé sous la juridiction de la ville-préfecture de Chongzuo.

## Démographie
La population du district était de 359 800 habitants en 2010, dont 97.2 % de Zhuang, groupe ethnique principalement concentré dans cette région.

## Économie
En 2011, le PIB total a été de 7,1 milliards de yuans, et le PIB par habitant de 20 168 yuans.